# 사우스플로리다 대학교
사우스 플로리다 대학교(University of South Florida 혹은 USF)는 미국 플로리다주의 주립 연구 중심 대학교이다. 소재지는 탬파이며, 1956년에 설립되었다. 2012-2013 학년도 기준으로 전체 학생수는 47,646명이며, 플로리다의 주립대학교 중 네번째로 많다. 사우스 플로리다 대학교는 세 캠퍼스가 있으며, USF 탬파 (USF Tampa), USF 세인트 피터스버그(USF St. Petersburg), 그리고 USF 사라소타-마나티(USF Sarasota-Manatee)이다. 사우스 플로리다 대학에는 14개의 단과대학이 있으며, 80개 이상의 학부 전공과 130개 이상의 대학원 전공이 있다.